# Seututie 531
Pour les articles homonymes, voir Route 531.
La route régionale 531 (finnois : Seututie 531)  est une route régionale allant de Salminen à Suonenjoki jusqu'à Kotalahti à Leppävirta en Finlande,,.

## Présentation
La seututie 531 est une route régionale de Savonie du Nord.

## Parcours
- Salminen
- Lempyy
- Kelttu
- Kotalahti